# Aron Stevens
Pour les articles homonymes, voir Haddad.
 (juillet 2021).
Aaron Steven Haddad (né le 3 août 1982 à Worcester, Massachusetts) est un catcheur (lutteur professionnel) américain d'origine libanaise.
Il commence sa carrière en 2002 sous le nom d'Aaron Stevens avant de signer un premier contrat avec la World Wrestling Entertainment (WWE) en 2003. Il rejoint l'Ohio Valley Wrestling (OVW), le club-école de la WWE, et y travaille principalement tout en faisant quelques apparitions dans les émissions de la WWE. Au cours de son passage à l'OVW, il est le premier à faire le Triple Crown c'est-à-dire détenir les trois championnat (poids-lourds, télévision et championnat par équipe du Sud) au cours de sa carrière. La WWE décide de mettre fin à son contrat en 2008 et il part à Porto Rico où il travaille au World Wrestling Council (WWC) et y devient champion de Porto Rico et quadruple champion par équipe du WWC. 
La WWE le réengage en 2010 et lui donne le nom de Damien Sandow. Après un passage à la Florida Championship Wrestling de 2010 à 2012, il lutte régulièrement dans les émissions de la WWE. Durant ce second passage, il remporte le Money in the Bank Ladder match 2013 pour le championnat du monde poids-lourds de la WWE ce qui lui donne droit à un match pour ce championnat mais il ne le remporte pas face à John Cena. Il devient ensuite un sosie de The Miz et se fait appeler Damien Mizdow. Ensemble, ils deviennent champion par équipe de la WWE.

## Carrière

### Chaotic Wrestling Alliance et World Wrestling Alliance (2001)
Stevens a été formé par la Chaotic Wrestling et a fait ses débuts le 23 juin 2001 en perdant contre Chris Harvey. Stevens forme alors une équipe avec Edward G. Xtasy, appelé One Night Stand, et après deux tentatives ils arrivent à battre Little Guido Maritato et Luis Ortiz pour le Chaotic Wrestling Tag Team Championship. Ils perdent leurs titres deux mois plus tard au profit de John Walters et Vince Vicallo. Dans les années suivantes, avant de signer avec la WWE, il a eu trois matchs pour les titres de la fédération, deux pour le Chaotic Wrestling Heavyweight Championship et un pour le Chaotic Wrestling New England Championship.
Il fait ses débuts dans la World Wrestling Alliance, le 22 novembre, en équipe avec Edward G. Xtasy et Jimmy Snuka pour vaincre The Boys Island (Ekmo et Kimo) et Pat Piper. Il bat Danny Davis pour le championnat poids lourd AMO et le perd ensuite face à Jonas Adelman.

### World Wrestling Federation/Entertainment (2001-2006)

#### Ohio Valley Wrestling (2001-2006)

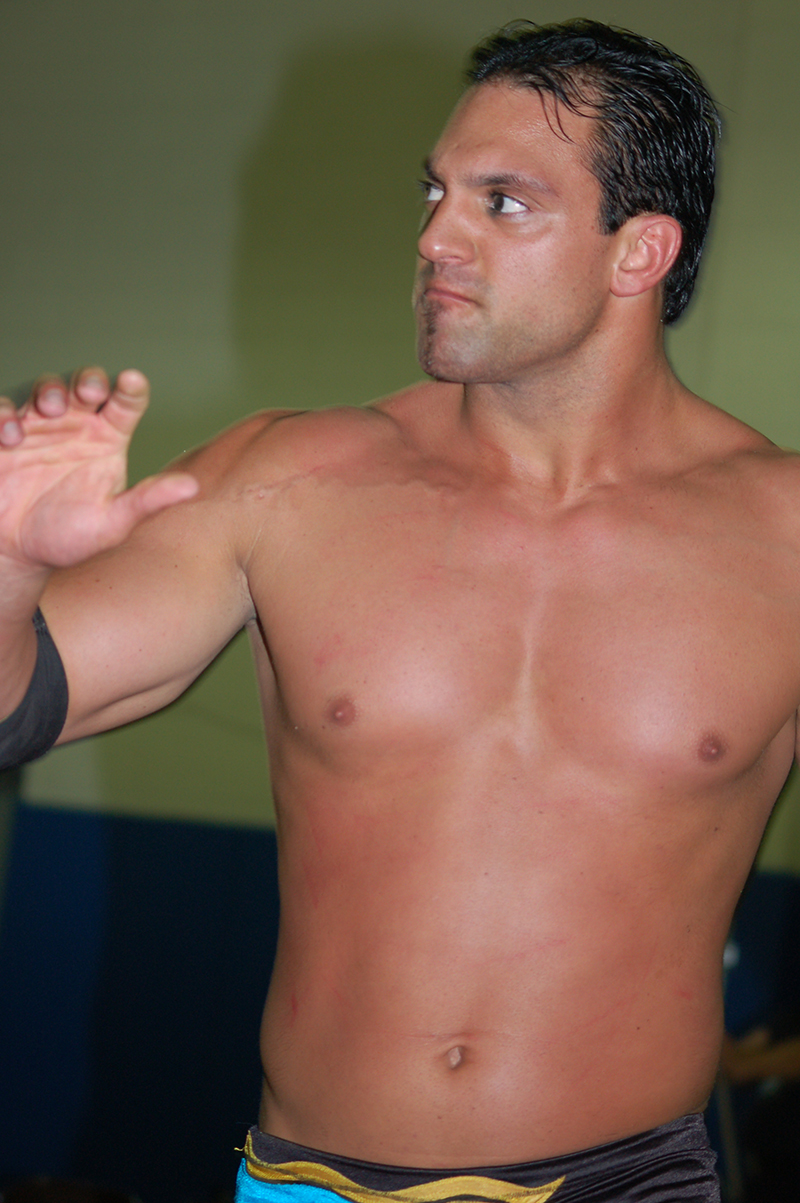
Idol Stevens en 2008

Impressionné par ses capacités dans le ring, la WWF a signé un contrat avec Haddad où il a reçu de nombreux try-out dans les matches de WWE Heat contre des adversaires tels que Stevie Richards, The World's Greatest Tag Team, John Morrison et Maven. Il a également fait un angle où il avait ses doigts "cassés" par Raven. Plus tard, il est réaffecté dans l'ancien club-école de la WWE, la Ohio Valley Wrestling, où il se nomme désormais Aaron "The Idol" Stevens. Lors d'un house show en 2004, Haddad et Mike Bucci battent Chris Cage et Tank Toland pour remporter le OVW Southern Tag Team Championship.
Le 4 janvier 2006, Haddad remporte le OVW Television Championship après le remplacement de Ken Doane dans une danse à trois voies avec Brent Albright, et le champion CM Punk, Doane a été blessé à mi-chemin dans le match et Haddad est sorti pour le remplacer après une intervention de Punk, qui a été éliminé plus tôt dans le match par Albright, Haddad a pu battre Albright pour remporter le titre. Mais à l'enregistrement du 8 mars, Paul Burchill a coûté le titre TV à Haddad contre Seth Skyfire.

#### SmackDown et OVW Champion (2006-2007)
Le 4 août 2006, Haddad fait ses débuts à SmackDown! en tant que "Idol Stevens", introduit (avec Kasey James) par Michelle McCool. Lors de No Mercy le 8 octobre, ils ne remportent pas le titre par équipe de la WWE, battus par Paul London et Brian Kendrick. Peu de temps après, Haddad et James ont été retirés du roster de SmackDown et renvoyé à la Ohio Valley Wrestling.
Le 14 mars 2007, il a défait Paul Burchill pour remporter le OVW Heavyweight Championship mais le 9 mai, Burchill défait Haddad pour regagner le titre. Le 8 juin, Haddad défait Burchill pour être le challenger numéro 1. Malheureusement, Haddad ne garda pas son titre en raison de son contrat qui se terminait le 6 août.
Haddad retourna à la OVW une fois de plus le 12 novembre 2008 en surprenant et en battant le OVW Heavyweight Champion, Anthony Bravado, dans un combat où le titre n'était pas en jeu. Cette victoire lui garantissait un match de championnat. Le 26 novembre, il remporte le championnat, devenant champion pour la deuxième fois. Il perd le titre face à Vaughn Lilas le 14 janvier 2009.

### World Wrestling Council (2009-2010)
Haddad retourne à Puerto Rico, mais dans une promotion différente, la World Wrestling Conuncil. Il fait ses débuts le 28 février 2009 en battant Angel. Il bat BJ pour le WWC Puerto Rico Heavyweight Championship, avant de le perdre face à Shane Sewell. Le 15 août, Haddad et Shawn Spears défont Thunder et Lightning Thunder and Lightning pour devenir les nouveaux WWC World Tag Team Champions. Plus tard, Haddad entre en rivalité avec Shawn Spears, cela durera jusqu'à Euphoria 2010. Haddad remporte le CME Tag Team Champion avec le roi des Tonga Jr. en battant Thunder et Lightning. Le 31 octobre, Haddad et Britney perdent leurs Tag Team Championship face à Thunder et Lightning.
Le 20 février 2010, Chicano prend Haddad pour devenir son nouveau partenaire et remplacer Bryan. Le 13 mars, Thunder et Lightning défont Haddad et Chicano pour gagner les titres.

### Retour à la World Wrestling Entertainment (2010-2016)

#### Florida Championship Wrestling (2010-2012)
Le 14 juillet 2010, Haddad signe un nouveau contrat de développement avec la WWE sous le nom de Damien Sandow. Le 3 décembre 2010, Sandow remporte le FCW Florida Tag Team Championship avec Titus O'Neill en battant Mason Ryan et Xavier Woods dans un match où le titre était vacant à la suite de la blessure de Wes Brisco, ancien coéquipier Xavier Woods. Lors du FCW du 29 janvier 2012, il perd le FCW 15 Championship au profit de Richie Steamboat.

#### Débuts àSmackdown, Team Rhodes Scholars et Mr. Money In The Bank (2012-2013)

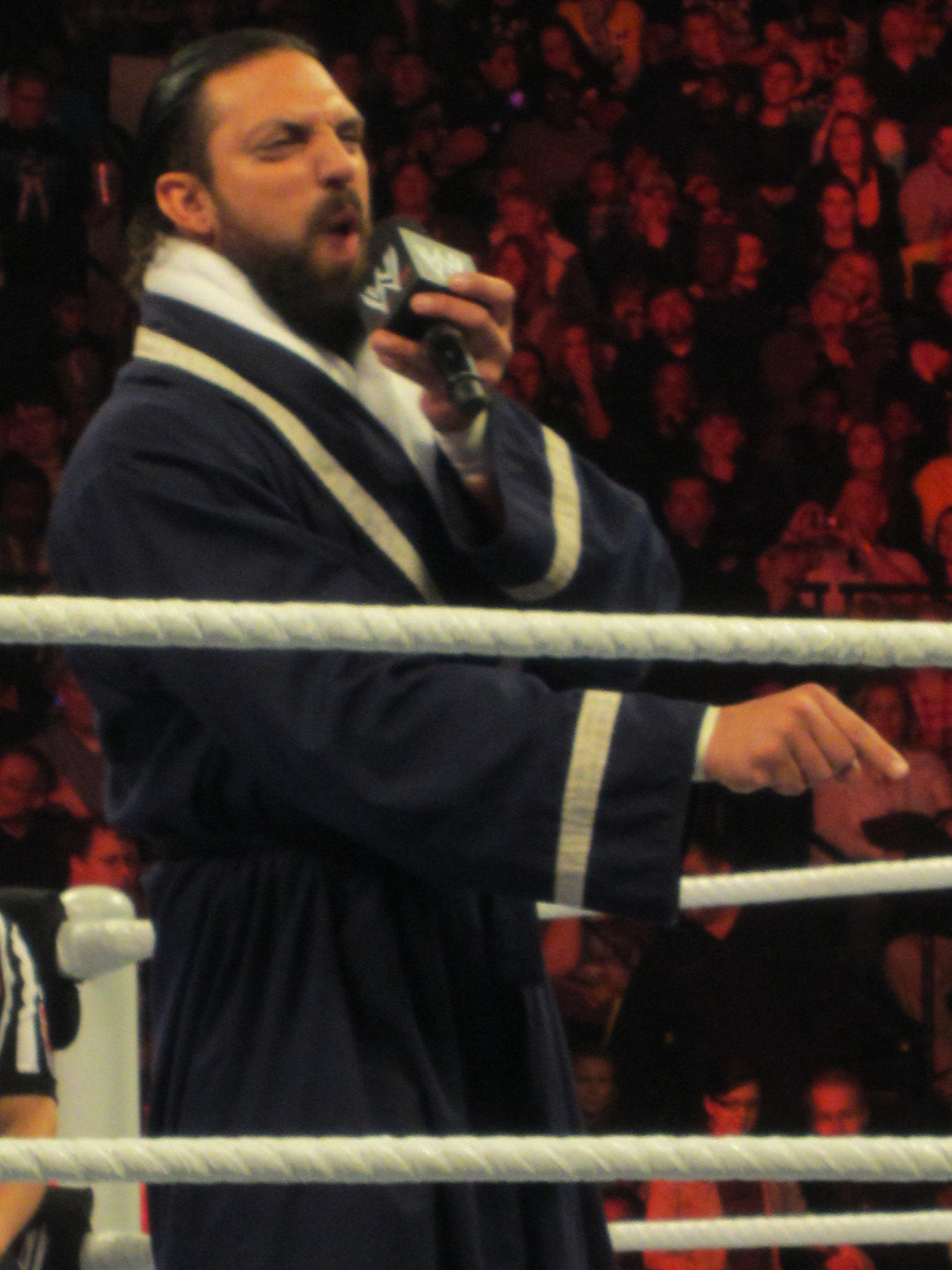
Damien Sandow en 2013.

Le 6 avril 2012, il effectue une promo pour ses débuts à Smackdown. Dans les semaines qui suivent, il continue ses promos. Lors de Money in the Bank, il ne remporte pas la mallette, gagnée par Dolph Ziggler.
Lors du SmackDown du 21 septembre, lui et Cody Rhodes annoncent que leur équipe se nomme Team Rhodes Scholars. Lors de Hell in a Cell, ils battent les champions par équipes, la Team Hell No (Kane et Daniel Bryan), par disqualification, mais ne remportent donc pas les titres. Lors des Survivor Series, il est dans l'équipe Ziggler qui bat l'équipe Foley, bien qu'ayant été éliminé en premier. Lors de TLC, ils battent Sin Cara et Rey Mysterio et deviennent challengers numéro un aux titres par équipes.
Le 27 janvier 2013 au Royal Rumble, ils ne remportent pas les titres par équipes, battus par la Team Hell No. Plus tard dans la soirée, il entre dans le Royal Rumble match en 20e position mais se fait éliminer par Ryback en 22e position. Lors du SmackDown du 1er février, l'équipe Rhodes Scholars se dissout, bien qu'ils continuent à apparaître ensemble et à être « amis » lors des semaines suivantes. Lors du pré-show d'Elimination Chamber, ils perdent face à Tons of Funk (Brodus Clay et Tensai).
Lors du pré-show de Payback, il perd face à Sheamus. Lors de Money in the Bank, il trahi Cody Rhodes, qui s'apprêtait à décrocher la mallette, en le faisant chuter du haut de l'échelle, et la décroche lui-même. Lors de SummerSlam, il perd face à son ancien partenaire.
Lors du pré-show de Battleground, il perd face à  Dolph Ziggler. Lors du Raw du 28 octobre, il utilise son contrat Money In The Bank sur John Cena mais ne remporte pas le World Heavyweight Championship.

#### Diverses rivalités, alliance avec The Miz et départ (2013-2016)

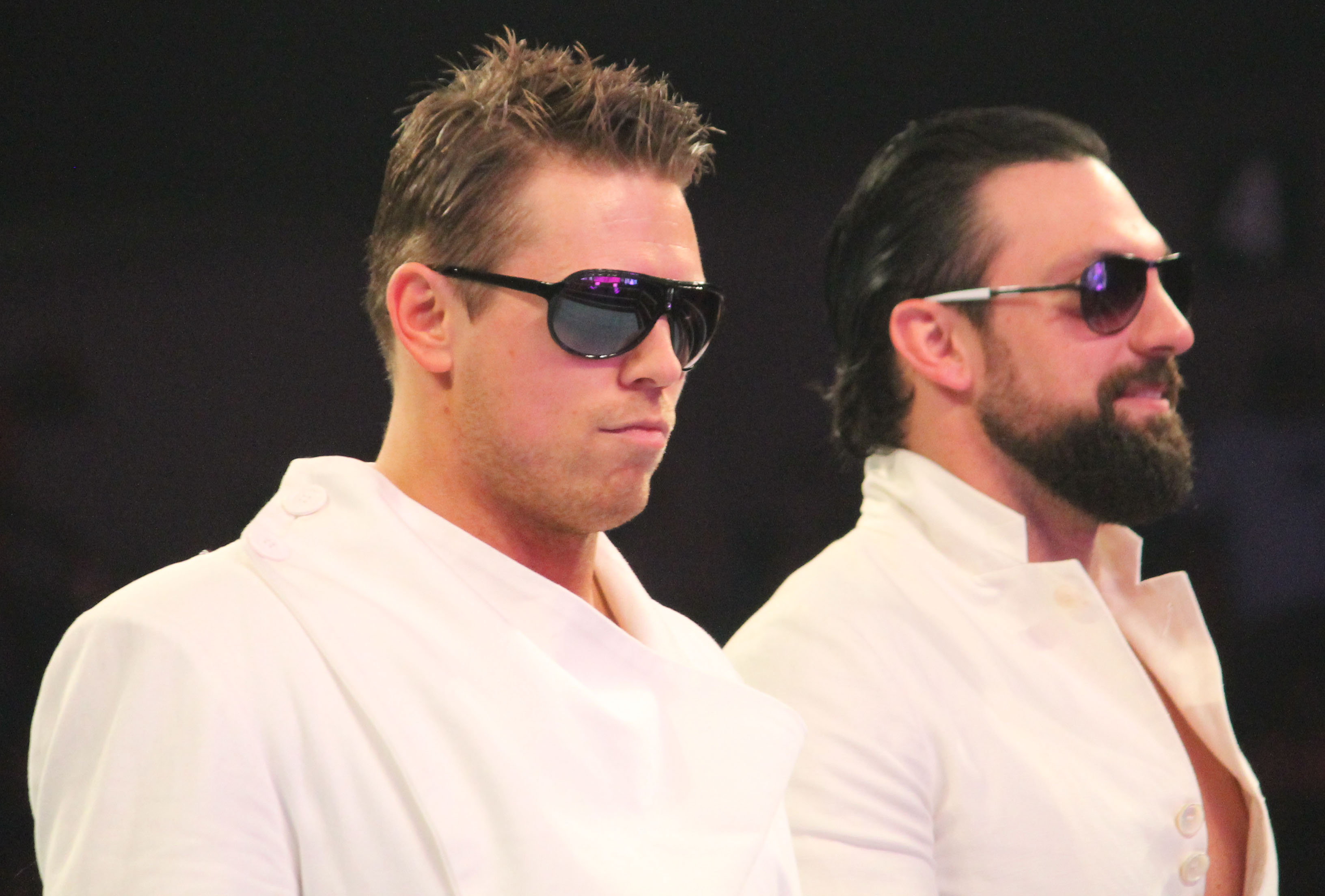
The Miz (à gauche) et Damien Mizdow (à droite) en 2014.

Lors de TLC, il perd face à Big E Langston et ne remporte pas l'Intercontinental Championship.
Quelques mois plus tard, il crée une alliance avec The Miz. Dans le même temps, il prend le nom de « Damien Mizdow », car il imite les faits et gestes de son partenaire. Le 23 novembre 2014 aux Survivor Series, ils gagnent le championnat par équipe de la WWE. Le 8 décembre, il remporte le Slammy Award du moment LOL de l'année pour s'être présenté comme doublure du Miz et ensemble ils défendent avec succès leur titre six jours plus tard à TLC: Tables, Ladders and Chairs face aux Usos,. Ils perdent le titre au profit des Usos le 29 décembre.
De janvier à mars 2015, il devient petit à petit favori de la foule à la suite des mauvais traitements que lui inflige le Miz. Il participe au André The Giant Memorial Battle Royal lors de WrestleMania 31 et élimine son partenaire le Miz, puis il se fait éliminer par Big Show en dernière position.
Le 6 mai 2016, son départ de la WWE est annoncé.

### Circuit indépendant (2016-...)
Un mois après son renvoi de la WWE, la WhatCulture Pro Wrestling, une fédération britannique, annonce qu'il va y combattre le 27 juillet sous le nom d'Aron Stevens. Lors de ses débuts à la fédération, il bat Douglas Williams et devient challenger #1 pour le WCPW World Heavyweight Championship.

### Total Nonstop Action Wrestling (2016-2017)

#### TNA Impact Grand Champion,Heel Turnet Départ (2016-2017)
Le 10 août 2016, la presse spécialisée annonce qu'Haddad vient de signer un contrat avec la Total Nonstop Action Wrestling. Le 11 août, il fait ses débuts sous le nom de ring de Aron Rex, fait une promo dans le ring et fait face au TNA World Heavyweight Champion, TNA X-Division Champion et TNA King Of The Mountain Champion Lashley à la fin du show.
Il participe ensuite au tournoi pour déterminer le premier Impact Grand Champion où il dispute son premier combat à la fédération en battant Trevor Lee dans son match de premier tour et la semaine suivante il bat Eli Drake en demi-finale pour affronter son rival Drew Galloway à Bound for Glory. Mais en raison de la blessure de Galloway, il affronte et bat Eddie Edwards lors de Bound for Glory pour devenir le premier Impact Grand Champion. Lors de l'Impact Wrestling du 1er décembre, il lance un défi ouvert et perd le titre contre Moose en 1:45 lors du premier round.
Le 4 avril, il annonce son départ de la compagnie.

### National Wrestling Alliance (2019-...)
Lors de NWA Into The Fire, il bat Colt Cabana et Ricky Starks et remporte le NWA National Heavyweight Championship. Le 29 septembre 2020, il perd le titre contre Trevor Murdoch,.

### Championship Wrestling From Hollywood (2020-...)
En septembre 2020, Haddad a été nommé booker de la Championship Wrestling From Hollywood.

## Palmarès
- Chaotic Wrestling
  - 1 fois Chaotic Wrestling Heavyweight Championship[36]
  - 1 fois Chaotic Wrestling Tag Team Championship avec Edward G. Xtasy[37]
- Destiny Wrestling
  - 1 fois Destiny World Champion[38]
- Florida Championship Wrestling
  - 1 fois FCW Florida Tag Team Championship avec Titus O'Neil[39]
  - 1 fois FCW 15 Championship
- International Wrestling Association
  - 1 fois IWA Hardcore Championship
- National Wrestling Alliance
  - 1 fois NWA National Heavyweight Championship
  - 1 fois NWA World Tag Team Championship avec JR Kratos
- Ohio Valley Wrestling
  - 2 fois OVW Heavyweight Championship[40]
  - 1 fois OVW Television Championship[41]
  - 1 fois OVW Southern Tag Team Championship avec Nova[42]
- Total Nonstop Action Wrestling
  - 1 fois Impact Grand Championship (premier)
- World Wrestling Council
  - 1 fois WWC Puerto Rico Heavyweight Championship
  - 4 fois WWC World Tag Team Championship avec Shawn Spears (1), Chicano (1), King Tonga Jr. (1) et Abbad (1)
- World Wrestling Entertainment
  - 1 fois WWE Tag Team Championship avec The Miz
  - Vainqueur du Money In The Bank de SmackDown en 2013[43]
  - Slammy Award du moment "LOL" de l'année 2014[20]

## Récompenses des magazines
- Pro Wrestling Illustrated

| Année | 2002 | 2003 | 2004 | 2005 | 2006 | 2007 | 2008       | 2009 | 2010 | 2011 | 2012 | 2013 | 2014 | 2015 | 2016 à 2020 | 2021 |
| ----- | ---- | ---- | ---- | ---- | ---- | ---- | ---------- | ---- | ---- | ---- | ---- | ---- | ---- | ---- | ----------- | ---- |
| Rang  | 423  | 241  | 168  | 120  | 167  | 166  | Non classé | 164  | 446  | 277  | 90   | 50   | 102  | 93   | Non classé  | 88   |

- Slammy Awards
  - L'arnaque de l'année (2015) - en éliminant The Miz au André the Giant Memorial Battle Royal à WrestleMania 31.